# Gesellschaft zu Ober-Gerwern

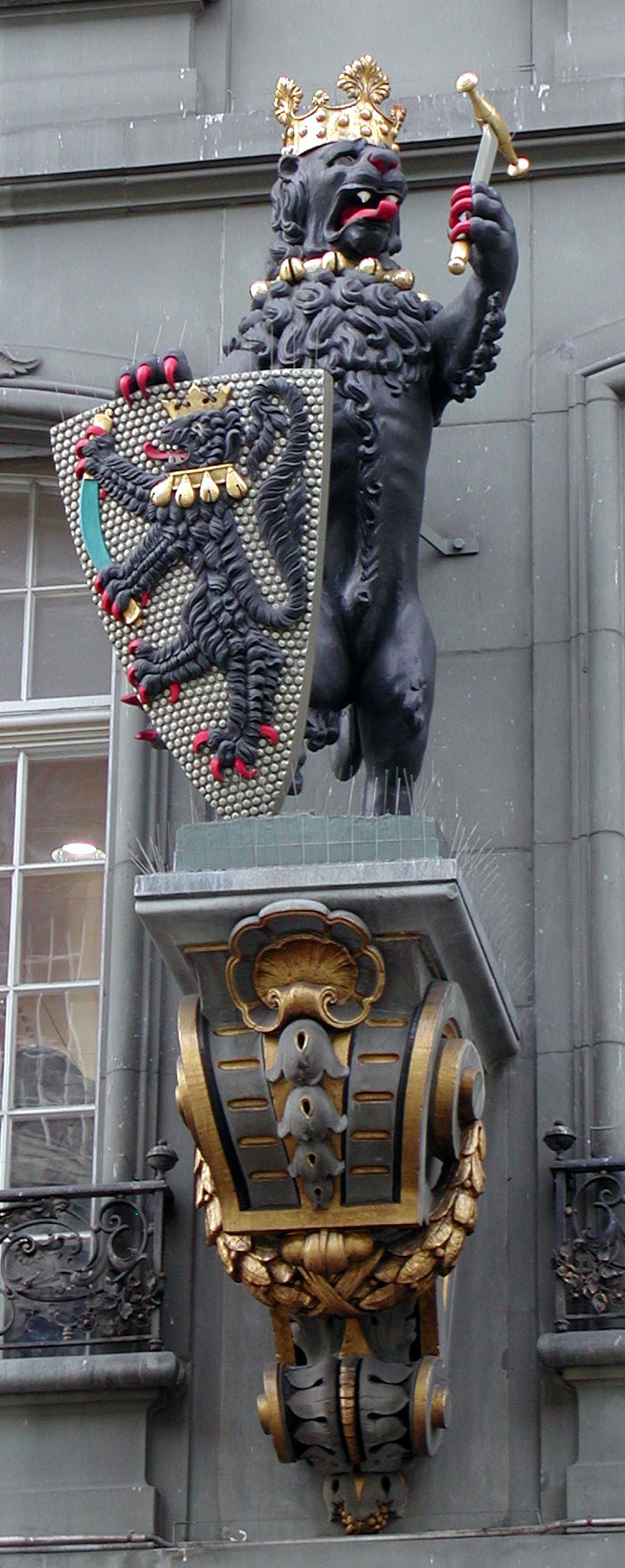
Hauszeichen aus dem Jahr 1900 der Gesellschaft zu Ober-Gerwern an der Marktgasse in Bern (2007)

Die Gesellschaft zu Ober-Gerwern ist eine der 13 Gesellschaften und Zünfte in der Stadt Bern und durch die Verfassung des Kantons Bern garantierte öffentlich-rechtliche Körperschaft. Sie ist eine burgerliche Korporation im Sinn der bernischen Gemeindegesetzgebung und untersteht der Aufsicht der kantonalen Behörden. Als Personalkörperschaft hat sie kein eigenes Territorium und ist steuerpflichtig. Sie umfasst alle Burgerinnen und Burger von Bern, die das Gesellschaftsrecht zu Ober-Gerwern besitzen.

## Geschichte
Die Gesellschaft zu Ober-Gerwern erscheint in den Quellen erstmals im 14. Jahrhundert und umfasste die Rotgerber. Ab dem 15. Jahrhundert musste einer der vier Venner Berns Stubengeselle zu Gerwern sein. Die aufstrebenden Geschlechter der Vennergesellschaften Pfistern, Schmieden, Metzgern und Gerwern hatten damit ein politisches Vorrecht. Zahlreiche Familien widmeten sich zunehmend der Politik und bildeten in der Neuzeit das Patriziat. Dies erklärt die hohe Anzahl regierender Familien auf Ober-Gerwern.

## Personen
Nicht abschliessende Liste mit Angehörigen der Gesellschaft zu Ober-Gerwern, über welche ein deutschsprachiger Wikipedia-Artikel existiert.
- Niklaus Manuel (1484–1530), Maler, Dichter und Staatsmann
- Hans Steiger (1518–1581), Schultheiss von Bern
- Albrecht Manuel (1560–1637), Schultheiss von Bern
- Wilhelm Stettler (1643–1708), Maler und Zeichner
- Beat Fischer (1641–1698), Gründer der bernischen Post
- Christoph von Steiger (1651–1731), Schultheiss von Bern
- Samuel Henzi (1701–1749), Schriftsteller, Politiker und Revolutionär
- Albrecht von Haller (1708–1777), Mediziner, Botaniker und Schriftsteller
- Robert Scipio von Lentulus (1714–1786), Offizier
- Niklaus Friedrich von Steiger (1729–1799), letzter regierender Schultheiss von Bern
- Karl Ludwig von Haller (1768–1854), Politiker
- Karl Wilhelm Flügel (1788–1857), Arzt
- Emanuel Friedrich von Fischer (1786–1870), Staatsmann
- Moritz von Stürler (1807–1882), bernischer Staatsschreiber und Staatsarchivar
- Eduard Fischer (1861–1939), Botaniker
- Ludwig Fischer (1828–1907), Botaniker
- Johann Samuel Gruner (1766–1824), Bergbaudirektor
- Ernst Friedrich Langhans (1829–1880), Theologe
- Leopold Rütimeyer (1856–1932), Mediziner
- Ludwig Rütimeyer (1825–1895), Zoologe, Geologe, Anatom und Paläontologe
- Horace Edouard Davinet (1839–1922), Architekt, Inspektor des Kunstmuseums Bern, Ehrenburger 1900.
- Henry Berthold von Fischer (1861–1949), Architekt
- Adolf von Steiger (1859–1925), Schweizer Bundeskanzler
- Edmund von Steiger (1836–1908), Pfarrer und Kantonspolitiker
- Berchtold Haller (1837–1903), Privatgelehrter und Alpinist
- Friedrich von Werdt (1831–1893), Ingenieur und Politiker
- Karl Stettler-von Rodt (1802–1870), Theologe
- Eduard von Steiger (1881–1962), Bundesrat
- Edouard de Haller (1897–1982), Jurist, Diplomat, Botschafter und Delegierter des Bundesrates für Internationale Hilfswerke
- Beat von Fischer (1901–1984), Diplomat
- Anatol von Steiger (1907–1944), russischer Schriftsteller
- Sergius Golowin (1930–2006), Schriftsteller
- Klaus Schädelin (1918–1987), Pfarrer, Schriftsteller und Politiker
- Kurt von Fischer (1913–2003), Musikwissenschaftler und Pianist
- Michael Stettler (1913–2003), Kunsthistoriker
- Ruth von Fischer (1911–2009), Künstlerin
- Hermann von Fischer (1926–2015), Architekt und Denkmalpfleger
- Rudolf von Fischer (1929–2017), Jurist, Präsident der Burgergemeinde Bern
- Ruedi Krebs (* 1938), Liedermacher, Berner Troubadour
- Christine Stückelberger (* 1947), Dressurreiterin, Olympiasiegerin